# زهري (مرض)
الزهري (بالإنجليزية: Syphilis) ويسمى أيضاً بالسفلس وداء الأفرنجي أو الإفرنجي  هو مرض من الأمراض المنقولة جنسيا التي تسببها الجرثومة الملتوية اللولبية الشاحبة (Treponema pallidum) من سلالة البكتيريا الشاحبة. طريق انتقال مرض الزهري هو دائما تقريبا عن طريق الاتصال الجنسي، وإن كانت هناك أمثلة من الزهري الخلقي عن طريق انتقال العدوى من الأم إلى الجنين داخل الرحم، أو عن طريق انتقال العدوى عند عبور الطفل في قناة الولادة أثناء عملية الولادة، كما يحصل أيضًا في فيروس نقص المناعة البشرية.
يصيب المرض ما يقارب من 12 مليون شخص سنويا، أغلبهم في البلدان النامية. تشمل أعراضه الطفح الجلدي، مشاكل في القلب وأحيانا يمكن أن يكون من الصعب تشخيص المرض في مراحله المبكرة.
لمرض الزهري علامات وأعراض عديدة؛ وقبل عمل الاختبارات المصلية، فإن التشخيص الدقيق يكون صعبا للغاية. كان يطلق على هذا المرض اسم «المقلد العظيم» لأنه كان كثيرا ما يشتبه مع غيره من الأمراض، وخاصة في مرحلته الثالثة.
ويمكن أن يعالج الزهري عموما باستخدام المضادات الحيوية، بما في ذلك البنسلين. ويعتبر الحقن العضلي من بنسلين البنزاثين. واحدا من أقدم الأساليب الأكثر فعالية والذي لا يزال فعالا. وفي حالة ما إذا ترك مرض الزهري دون علاج، فإنه يمكن أن يلحق الضرر بـ القلب، والشريان الأبهر، والدماغ، والعيون، والعظام.وفي بعض الحالات، قد تكون هذه الآثار قاتلة. وفي عام 1998، نشر التسلسل الجيني الكامل للبكتريا اللولبية الشاحبة، الأمر الذي قد يساعد على فهم طبيعة إمراض مرض الزهري.

## الأسماء الأخرى لمرض الزهري
تم صياغة اسم "syphilis" «الزهري» من قبل الطبيب الإيطالي والشاعر جيرولامو فراكاسترو في ملحمته الشعرية الشهيرة، والتي كتبت باللغة اللاتينية، وكان عنوانها Syphilis sive morbus gallicus سيفيليس سايف مورباس جاليكاس  (وهي الاسم اللاتيني لـ «الزهري أو المرض الفرنسي»)في عام 1530. وكان بطل الرواية في القصيدة هو كاهن اسمه Syphilus سيفيليس (ربما على تهجئة مختلفة من Sipylus سيبيلاس، شخصية في التحولات للشاعر الروماني أوفيد).وقد قدم سيفيلاس باعتباره الرجل الأول الذي أصيب بالمرض، والذي بعث به الإله أبولو كعقوبة للتحدي الذي أظهره سيفيلاس وأتباعه.وقد استمد فراكاسترو من هذه الشخصية الاسم الجديد لهذا المرض، والذي استخدمه أيضا في كتابه الطبي De Contagionibus («حول الأمراض المعدية»).
وحتى ذلك الوقت، كما لاحظ فراكاسترو، كان يسمى مرض الزهري ب«المرض الفرنسي» في إيطاليا وألمانيا، و«المرض الإيطالي» في فرنسا. وبالإضافة إلى ذلك، أطلق عليه الهولنديون «المرض الإسباني»، وأطلق عليه الروس «المرض البولندي»، وأطلق عليه الأتراك «المرض المسيحي» أو «المرض الفرانكي» (الفرنسي) وأطلق عليه التاهيتيون «المرض البريطاني». وكنات هذه الأسماء «الوطنية» بسبب أن هذا المرض غالبا ما كان ينتشر عن طريق الجنود والبحارة الأجانب خلال اتصالهم الجنسي غير المحمي والمتكرر مع العاهرات المحليات.
وخلال القرن السادس عشر، كان يسمى «الجدري العظيم» "great pox"وذلك من أجل التمييز بينه وبين مرض الجدري "small pox".حيث إن الجدري العظيم (الزهري) في مراحله المبكرة ينتج طفح جلدي مشابه لمرض الجدري (المعروف أيضا باسم variola أو الجدري). ومع ذلك، فهذا الاسم يعتبر مضللا، حيث كان يعتبر الجدري هو المرض الأكثر فتكا. المصطلحات:
«السفلس» أو "Lues" (أو الزهري التناسلي Lues venerea، الاسم اللاتيني لـ «الطاعون التناسلي venereal plague»),
و «مرض كيوبيد» قد استخدمت أيضا لتشير إلى مرض الزهري. وفي اسكتلندا، كان يشار إليه باسم الزهري Grandgore. والقرحات التي كان يعاني منها الجنود البريطانيون في البرتغال وصفت بأنها «الأسد الأسود».

## أصول المرض
اقترحت ثلاث نظريات لتفسر منشأ مرض الزهري. ومن المتفق عليه عموما من قبل المؤرخين وعلماء الأنثروبولوجيا أن الزهري كان حاضرا بين الشعوب الأصلية في الأمريكتين قبل الأوروبيين، وسافر إليهم من الأمريكتين. ومع ذلك، فإن هناك جدلا حول ما إذا كانت سلالات مرض الزهري موجودة في العالم كله على مدى آلاف السنين، أو إذا كان المرض محصورا في إقليم الأمريكتين في عصر ما قبل كولومبوس.
- وترى "نظرية ما قبل كولومبوس" أن مرض الزهري كان موجودا في أوروبا قبل اكتشاف القارة الأمريكية من قبل الأوروبيين. ويعتقد بعض العلماء أن أعراض هذا المرض قد وصفها أبقراط في اليونان الكلاسيكية في مرحلته التناسلية / أو الثالثة. وهناك موجودات أخرى مشتبه فيها لمرض الزهري من قبل الاتصال بأوروبا، بما في ذلك في القرنين الثالث والرابع عشر في الدير الأوجستيني في الميناء الإنجليزي في الشمال الشرقي لمدينة كينغستون أبون هول. ويعتقد أن تاريخ هذه المدينة البحرية، مع استمرار وصول البحارة من أماكن بعيدة، كان عاملا رئيسا في انتقال مرض الزهري.[11] وقد أظهرت الهياكل العظمية للرهبان الذين كانوا يعيشون في هذه الدير والمؤرخة بالكربون بعض الإصابات العظمية التي يقول عنها المؤيدون لهذه النظرية إنها نموذجية لمرض الزهري التناسلي، على الرغم من أن هذا متنازع عليه من قبل النقاد لهذه النظرية. كما عثر على هياكل عظمية في مدينتي بومبي وميتابونتو في مرحلة ما قبل كولومبوس في إيطاليا وبها إصابات مماثلة لتلك التي يسببها الزهري الخلقي [12][13] على الرغم من أن تفسير هذه الأدلة أيضا متنازع عليه.[14] ويقول دوغلاس أوسلي، وهو عالم الأنثروبولوجيا الفيزيائية في مؤسسة سميثسونيان، وغيره من مؤيدي هذه الفكرة: إن الكثير من حالات الجذام في العصور الوسطى الأوروبية - وبالعامية الجذامية lepra - كانت في الواقع حالات من مرض الزهري. وعلى الرغم من أن الفولكلور يزعم أن الزهري لم يكن معروفا في أوروبا حتى عودة البحارة المرضى للرحلات الكولومبية،... لا يمكننا إلقاء "اللوم" على مرض الزهري، حيث إنه هو في كثير من الأحيان، موجود في أي منطقة جغرافية أو عرق محدد. وتشير الدلائل إلى أن هذا المرض كان موجودا في كل من نصفي الكرة الأرضية منذ عصور ما قبل التاريخ. وليست سوى صدفة أن يتحول مرض الزهري - والذي كان يعتقد سابقا أنه " جذام" - مع الحملات الكولومبية إلى خبيث (فوعة) في نهاية القرن الخامس عشر.[15] وكتب لوبديل وأوسلي أن الكاتب الأوروبي الذي سجل تفشي مرض "الجذام" في عام 1303 كان يصف بوضوح مرض الزهري." [15]
- وترى نظرية «التبادل الكولومبي» أن مرض الزهري كان هو مرض العالم الجديد الذي أحضره كولومبوس ومارتن ألونسو بينسون. وأشاروا إلى أدلة وثائقية تربط بين أفراد الطاقم في رحلة كولومبوس وتفشي مرض الزهري في نابولي في عام 1494.[16] وهذه النظرية مدعومة بدراسات جينية للزهري التناسلي والبكتيريا ذات الصلة به، والتي وجدت مرضا وسيطا بين الداء العليقي والزهري في غيانا، في أمريكا الجنوبية.[17][18]
- وأخيرا، فإن المؤرخ ألفرد كروسبي قد أشار إلى صحة كلا النظريتين جزئيا في «نظرية الجمع». يقول كروسبي إن البكتيريا المسببة لمرض الزهري تنتمي إلى نفس أسرة تطور السلالات للبكتيريا التي تسبب الداء العليقي وعدة أمراض أخرى. وعلى الرغم من الاصطلاح على تعيين موطن الداء العليقي في شمال أفريقيا، فإن كروسبي قد لاحظ أنه لا توجد أدلة قاطعة لأي من الأمراض ذات الصلة أنها كانت موجودة في عصر ما قبل كولومبس في أوروبا، أو أفريقيا، أو آسيا.

وهناك أدلة لا تقبل الجدل على أن مرض الزهري كان موجودا في مرحلة ما قبل اكتشاف كولومبوس الأمريكتين. وكتب كروسبي، «ليس من المستحيل أن تكون الكائنات المسببة لداء اللولبيات قد وصلت من أمريكا في سنوات 1490... وتطورت إلى كل من الزهري التناسلي وغير التناسلي والداء العليقي.»  ومع ذلك، فإن كروسبي يرى أنه من المرجح أن الأنواع السلفية شديدة العدوى لهذه البكتيريا قد انتقلت مع أسلاف الإنسان الأوائل عبر الجسر البري لمضيق بايرينغ منذ عدة آلاف من السنوات من دون أن تموت في سكان المصدر الأصلي. ولذلك فإنه قد افترض أن «اختلاف الظروف البيئية تنتج أنواعا مختلفة من داء اللولبيات، مع الزمن، تتصل اتصالا وثيقا ببعضها ولكنها أمراض مختلفة.»  وبالتالي، فإن البكتريا اللازهرية الضعيفة قد ظلت على قيد الحياة في العالم القديم لتؤدي في آخر الأمر إلى نشوء الداء العليقي أو البجل. وقد تطور إصدار العالم الجديد إلى البنتا المرض الأخف وإلى الزهري الأكثر عدوانية.

## تاريخ المرض

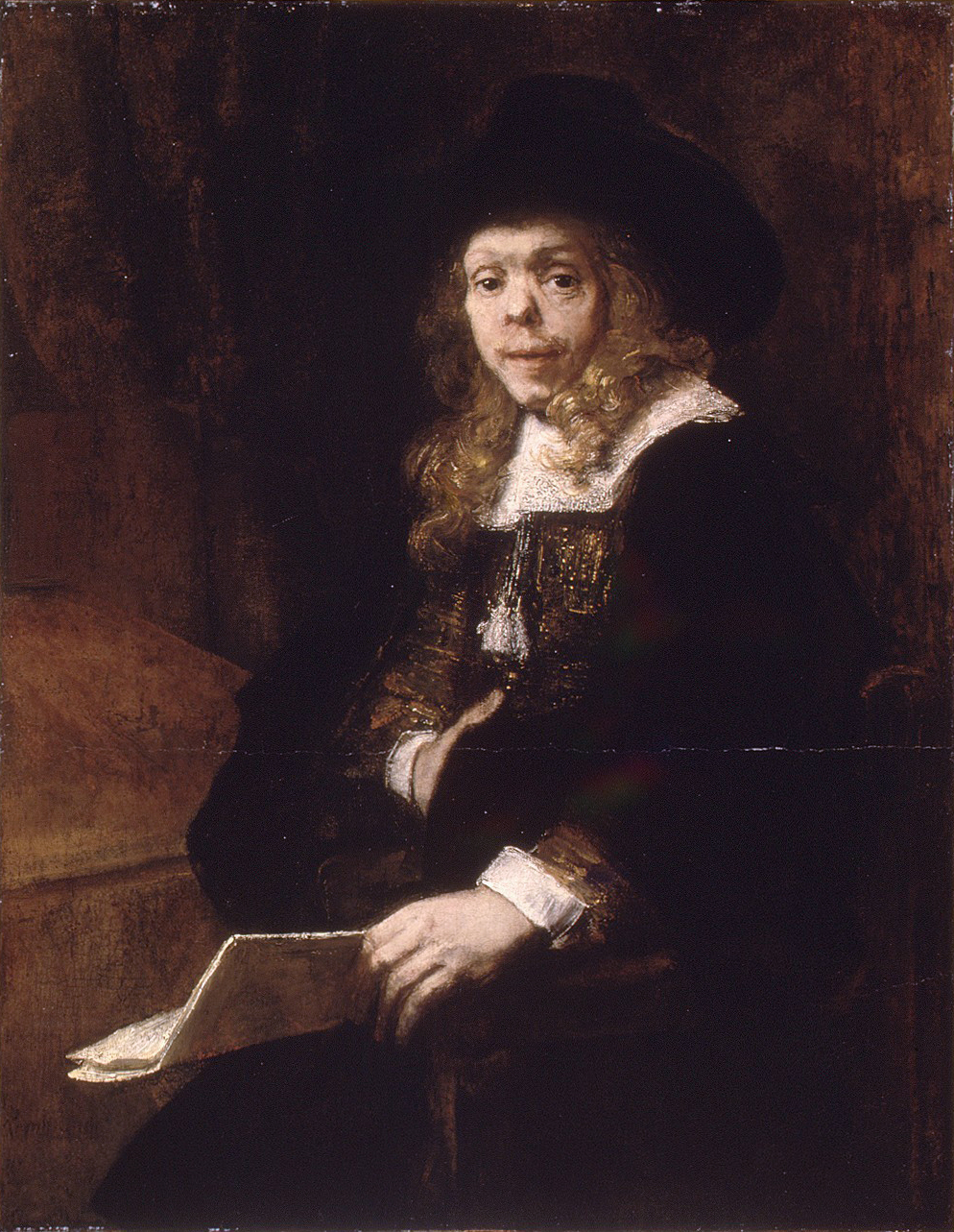
صورة جيرار دي ليريز بواسطة رامبرانت فان ريجن، كاليفورنيا. 1665-67، زيت على قماش. دي ليريز، وهو رسام وواضع نظرية، ويعاني من مرض الزهري الخلقي الذي شوه وجهه بشدة وأفقده القدرة على الإبصار في نهاية المطاف. [30

بينما كان العالم الياباني هيديو نوغوتشي يعمل في جامعة روكفلر (والتي سميت بعد ذلك باسم معهد روكفلر للأبحاث الطبية) في عام 1913، أظهر وجود البكتيريا الملتوية اللولبية الشاحبة في مخ مريض بالشلل التدريجي، وأثبت أن بكتريا اللولبية الشاحبة كانت هي سبب المرض. وقبل اكتشاف نوغوشي، كان مرض الزهري يمثل عبئا ثقيلا على البشرية في كثير من البلدان. وبسبب عدم فهم أسباب هذا المرض، كان في بعض الأحيان يغلط في تشخيصه، وكثيرا ما يتهم خطأ بأنه سبب للضرر من جانب الخصوم السياسيين.
وقد ادعي على بعض الشخصيات التاريخية الشهيرة، بما في ذلك شارل الثامن ملك فرنسا، وهرنان كورتيز من إسبانيا، وأدولف هتلر، وبنيتو موسوليني، وايفان الرهيب، أنهم كانوا مصابين بمرض الزهري. ويعتقد أن غي دي موباسان، وربما فريدريك نيتشه قد أصبحا مجنونين وقتلا في نهاية المطاف بسبب هذا المرض. وقد أصيب آل كابوني بمرض الزهري في شبابه. وبحلول الوقت الذي كان فيه مسجونا في سجن ألكاتراز، وصلت الإصابة إلى مرحلتها الثالثة، الزهري العصبي، تاركة إياه في حالة من الاضطراب والارتباك. وقد أدى مرض الزهري إلى وفاة الفنان الفرنسي إدوار مانيه والفنان بول غوغان والذي ذكر أيضا أنه كان يعاني من مرض الزهري. واستسلم بعض الملحنين لمرض الزهري مثل: هوغو وولف، وفريدريك دليوس، وسكوت جوبلين، وغايتانو دونيزيتي، وربما فرانز شوبرت ونيكولو باغانيني.
ويعد المرض العقلي الناجم عن المرحلة المتأخرة من مرض الزهري واحدا من أكثر الأشكال شيوعا لمرض الخرف. وهو ما كان معروفا باسم الخزل العام للمجنون. مثال واحد مشتبه فيه على أنه الزهري وهو الجنون الذي لوحظ على الملحن الموسيقي روبرت شومان، على الرغم من أن السبب الحقيقي لوفاته ما زال مختلفا عليه من العلماء.
وقد عانى الكاتب الروسي ليو تولستوي من مرض الزهري أثناء شبابه، والذي كان يعالج باستخدام علاج الزرنيخ المعاصر. وقد افترضت مقالة نشرت مؤخرا في المجلة الأوروبية لطب الأعصاب (يونيو 2004) أن مؤسس الشيوعية في روسيا، فلاديمير ايليتش لينين، توفي بسبب الزهري العصبي.
وفي الفترة ما بين عامي 1932-1972، أجرت خدمات الصحة العامة في الولايات المتحدة ما أصبح يعرف باسم دراسة توسكيجي لمرض الزهري غير المعالج في ذكور الزنوج (والمعروفة أيضا باسم دراسة توسكيجي للزهري أو تجربة توسكيجي). وكانت هذه الدراسة سريرية، وأجريت في توسكيجي، في ولاية ألاباما. وقد رفض عمدا وبانتظام ما يقرب من أربعمئة رجل من الفقراء - معظمهم من الأميين - أمريكيين من أصل إفريقي مصابون بمرض الزهري، العلاج الفعال، بحيث تمكن الباحثون من ملاحظة التطور الطبيعي لهذا المرض عندما يترك بدون علاج. وقد أدى الجدل حول السلوك غير الأخلاقي من الباحثين الذين أجروا هذه الدراسة في نهاية المطاف إلى تغييرات كبيرة في كيفية حماية المرضى في الدراسات السريرية.

### التفشي في أوروبا

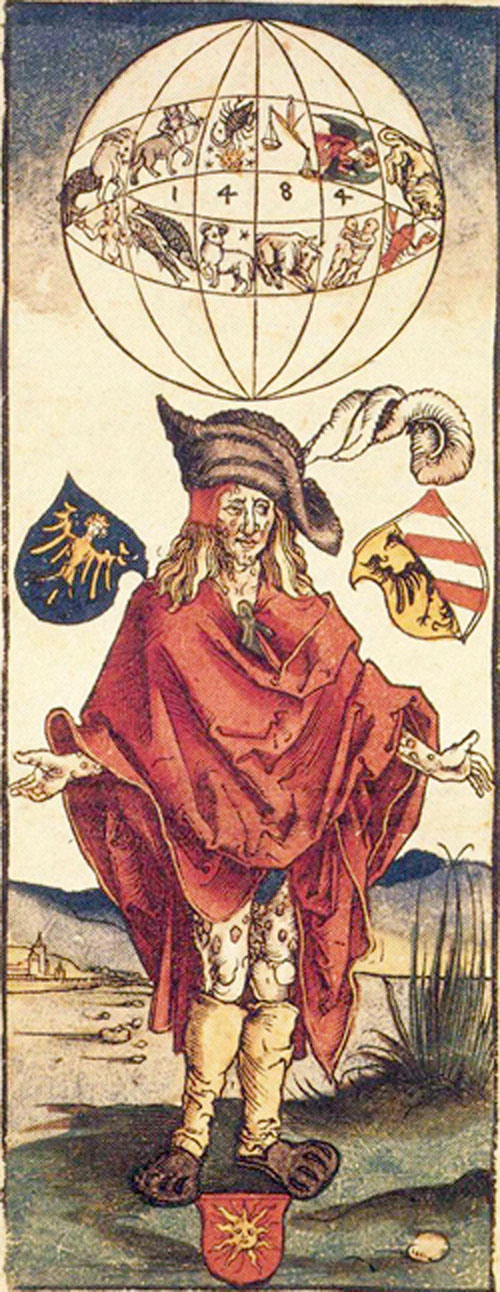
من الأمثلة الطبية التي تعزى إلى ألبريشت دورر (1496) والتي تصور شخصا مصابا بمرض الزهري. هنا، فإن هذا المرض يعتقد أن له أسبابا فلكية.

أول تفشي مسجل في أوروبا هو ما يعرف الآن باسم الزهري وقع في عام 1494 عندما اندلع بين القوات الفرنسية التي تحاصر مدينة نابولي. وربما يكون الفرنسيون قد أخذوه عن طريق الجنود الإسبان المرتزقة الذين كانوا يخدمون شارل ملك فرنسا في هذا الحصار. ومن هذا المركز، اجتاح هذا المرض عبر أوروبا. وكما يصف ذلك جيرد دياموند «عندما سجل مرض الزهري بالتأكيد لأول مرة في أوروبا عام 1495، كانت بثراته غالبا ما تغطي الجسم من الرأس إلى الركبتين، وتسبب في سقوط اللحم من وجوه الناس، وأدى إلى الوفاة في غضون بضعة أشهر». وبالإضافة إلى ذلك، كان هذا المرض قاتلا بشكل متكرر أكثر مما هو عليه اليوم. ويستنتج داياموند أنه «، بحلول عام 1546، كان المرض قد تطوٌر إلى المرض بالأعراض المعروفة جيدا بالنسبة لنا اليوم.»  وتظهر وبائيات أول وباء لمرض الزهري أن هذا المرض كان إما جديدا أو متحورا من مرض آخر سابق.
وقد خلص الباحثون إلى أن مرض الزهري حمل من العالم الجديد إلى أوروبا بعد رحلات كولومبوس. وتشير هذه النتائج إلى أن الأوروبيين قد يكونوا قد حاملوا البكتيريا غير المنتقلة جنسيا الاستوائية إلى بلادهم، حيث تحورت هذه الكائنات إلى شكل أكثر فتكا في هذه الظروف المختلفة، وضعف المناعة عند سكان أوروبا. وقد كان مرض الزهري القاتل الرئيس في أوروبا خلال عصر النهضة.

### الشخصيات البارزة المصابة بمرض الزهري في التاريخ
مفاتيح: س  حالة مشتبهة؛ † - توفي من مرض الزهري
- إندر أدي (1877-1919)، شاعر مجري †
- موريس باريمور (1849-1905) ممثل †
- جون باتمان (1801-1839)، مؤسس ملبورن †
- شارل بودلير (1821-1867)، شاعر †
- كارين بلكسين (1885-1962)، كاتبة
- مانويل ماريا باربوسا دو بوكاج (1765-1805)، شاعر †
- نابليون بونابرت (1769-1821)، إمبراطور فرنسا س
- أنطونيو بوتو (1897-1959)، شاعر
- كاميلو كاستيلو برانكو (1825-1890)، كاتب
- بيو بروميلبيو بروميل /0} (1778-1840)، محكم أزياء
- آل كابوني (1899-1947)، رجل عصابات †
- هنري ستيوارت، لورد دارنلي (1545-1567)، الزوج الثاني لماري ملكة الاسكتلنديين
- فريدريك دليوس (1862-1934)، ملحن †
- غايتانو دونيزيتي (1797-1848)، ملحن
- بدريش سميتنا (1824-1884)، ملحن †
- بول غوغان (1848-1903)، رسام †
- هاينريش هاينه (1797-1856)، شاعر †
- هنري الثامن (1491-1547)، ملك انكلترا س
- إيفان الرهيب (1530-1584)، قيصر روسيا
- سكوت جوبلين (1867/8-1917)، ملحن †
- جون كيتس (1795-1821)، شاعر س
- وليام لوب (1809-1864)، جامع أعشاب س
- إدوار مانيه (1832-1883)، رسام †
- غي دي موباسان (1850-1893)، كاتب †
- فريدريك نيتشه (1844-1900)، فيلسوف س
- جاك بيكفورد (1896-1933)، ممثل †
- مارتن ألونسو بينسون (1441-1493) قائد البنتا †
- ليو تولستوي (1828-1910)، كاتب س
- ثيو فان جوخ (1857-1891)، تاجر أعمال فنية †
- فينسنت فان غوخ (1853-1890)، رسام س
- أوسكار وايلد (1854-1900)، كاتب س
- يوجين ساندو (1867-1925)، لاعب كمال الأجسام س [27]
- فرانز شوبرت (1797-1828)، ملحن †
- هنري دي تولوز لوتريك (1864-1901)، رسام †
- جون ويلموت، الإيرل الثاني لروشستر (1647-1680)، كاتب †
- هوغو وولف (1860-1903)، ملحن †
- ميخائيل فروبيل (1856-1910)، رسام
- كوستاس كاريوتاكيس (1896-1928)، شاعر يوناني
- اللورد راندولف تشرشل (1849-1895)، سياسي بريطاني، والد ونستون تشرشل
- هاري نيلسون بيلسبري (1872-1906)، سيد الشطرنج †
- أدولف هتلر (1889-1945)، سياسي س [28]

## مراحل مرض الزهري
تحدث مظاهر مختلفة تبعا لمرحلة المرض:

### الزهري الأولي

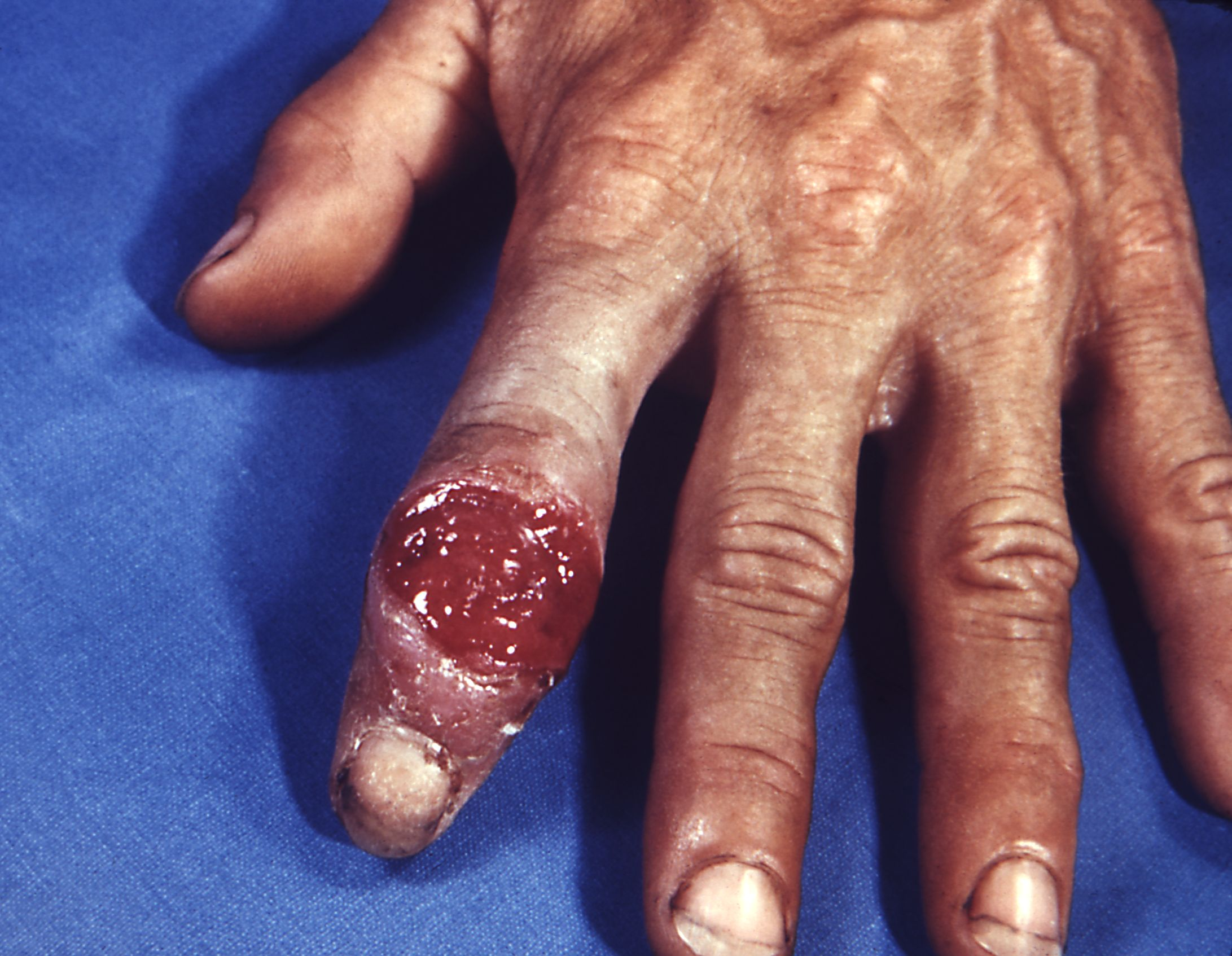
القرحة الأولية من مرض الزهري في اليد

يكتسب الزهري الأولي نموذجيا عن طريق الاتصال الجنسي المباشر مع الآفات المعدية من شخص مصاب بمرض الزهري،  تظهر الآفة الجلدية عند نقطة الاتصال حوالي 10 إلى 90 يوما بعد التعرض الأول (متوسط 21 يوما)، والتي عادة ما تكون الأعضاء التناسلية، ولكن يمكن أن يكون في أي مكان على الجسم. وهذه الآفة، والتي تسمى القرح، هي تقرح جلدي صلب، غير مؤلم ويكون مكانه عند نقطة التعرض الأولي للبكتريا الملتوية، في كثير من الأحيان على القضيب، أو المهبل أو المستقيم. ونادرا ما يوجد هناك آفات متعددة على الرغم من أن النموذجي أن يكون هناك آفة واحدة فقط. وقد تستمر الآفة لمدة 4 إلى 6 أسابيع، وعادة ما تشفى تلقائيا. يمكن أن يحدث تورم للعقدة الليمفاوية الموضعية. وخلال فترة الحضانة الأولى، فإن الأفراد المصابين خلاف هذه الآفات يكونون عديمي الأعراض. ونتيجة لذلك، فإن العديد من المرضى لا يطلبون الرعاية الطبية على الفور.
لا يمكن لمرض الزهري أن ينتقل من خلال مقاعد المراحيض، أو الأنشطة اليومية، أو أحواض المياه الساخنة، أو تقاسم أواني الطعام أو الملابس.

### الزهرى الثانوى
يحدث الزهري الثانوي بعد ما يقرب من شهر إلى ستة أشهر (عادة من 6 إلى 8 أسابيع) بعد الإصابة الأولية. وهناك العديد من المظاهر المختلفة للمرض الثانوي. فقد يكون هناك طفح جلدي وردي ضارب إلى الحمرة، متناظر غير حكي على الجذع والأطراف. وهذا الطفح يمكن أن يشمل راحة اليدين وباطن القدمين. ويتحول الطفح - في المناطق الرطبة من الجسم - إلى آفات ضاربة إلى البياض، مسطحة، واسعة، والتي تعرف باسم الأورام اللقمية المسطحة. كما قد تظهر بقع مخاطية على الأعضاء التناسلية، أو في الفم. وكل هذه الآفات معدية وتحتوي على كائنات نشطة من البكتيريا اللولبية. ويعتبر المريض بمرض الزهري في أشد حالات العدوى عند يكون لديه أو لديها مرض الزهري الثانوي. الأعراض الأخرى الشائعة في هذه المرحلة تشمل: الحمى، والتهاب الحلق، والتوعك، وفقدان الوزن، والصداع، وحالة سحائية، وتضخم العقد الليمفاوية. المظاهر النادرة تشمل: التهاب السحايا الحاد الذي يحدث في حوالي 2 ٪ من المرضى، والتهاب الكبد، وأمراض الكلى، والتهاب المعدة الضخامي، {و4}التهاب المستقيم اللطخي، والتهاب القولون التقرحي، وكتلة السيني المستقيمي، التهاب المفاصل، والتهاب السمحاق، والتهاب العصب البصري، والتهاب القرنية الخلالي، والتهاب القزحية، والتهاب العنبية.

### الزهري الخافي
الزهري الخافي (أو الكامن أو المستتر) يعرف بوجود برهان مصلي للعدوى دون ظهور علامات أو أعراض للمرض. الزهري الخافي يمكن وصفه أيضا بأنه إما مبكر أو متأخر. الزهري الخافي المبكر هو الذي يعرف بوجود مرض الزهري لمدة عامين أو أقل بداية من وقت الإصابة الأولية دون علامات أو أعراض للمرض. الزهري الخافي المتأخر هو العدوى لأكثر من عامين ولكن دون وجود أدلة سريرية للمرض. هذا التمييز مهم لكل من العلاج وخطر انتقال العدوى. في العالم الحقيقي، غالبا ما يكون توقيت العدوى غير معروف، وينبغي أن يفترض أن يكون في وقت متأخر لغرض العلاج. الزهري الخافي المبكر يمكن أن يعالج بواسطة حقنة عضلية واحدة من البنسلين مديد المفعول. الزهري الخافي المتأخر، من ناحية ثانية، يتطلب ثلاث حقن أسبوعية. لنقل العدوى، ولكن، لا يعتبر الزهري الخافي المتأخر معديا مثل الزهري الخافي المبكر. 50 ٪ من المصابين بمرض الزهري الخافي سوف يتقدم مرض الزهري إلى مرحلة متأخرة، وسوف يبقى 25 ٪ في المرحلة الخافية، و 25 ٪ وسوف يتحقق لها الشفاء الكامل.

### الزهري الثالثي

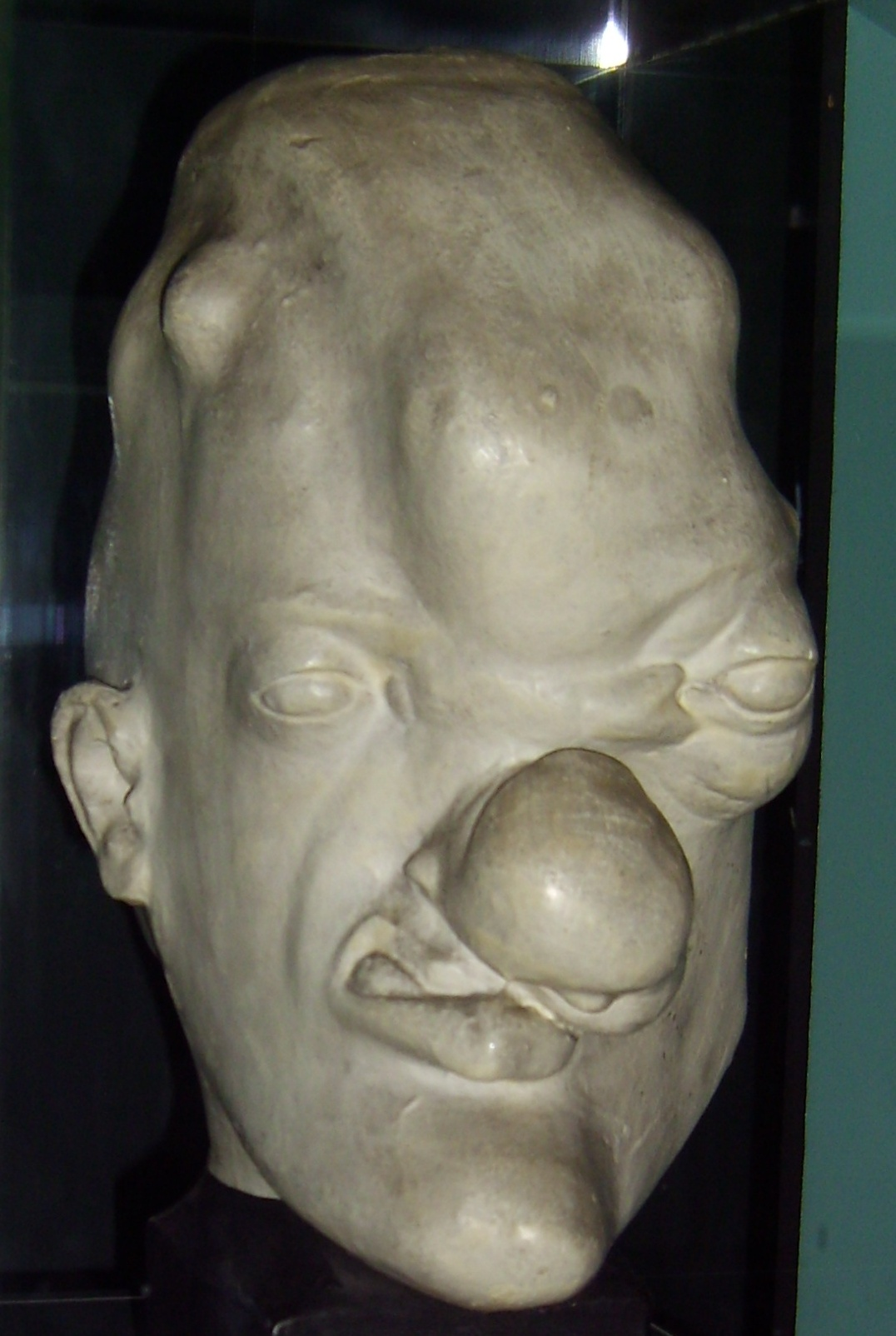
صورة مجسمة من رأس مريض بمرض الزهري الثالثي

يحدث الزهري الثالثي عادة بعد سنة إلى عشر سنوات بعد الإصابة الأولية، وإن كان في بعض الحالات من الممكن أن يستغرق فترة تصل إلى 50 عاما. وتتميز هذه المرحلة بتكون الصمغات التي تكون لينة، كرات من الالتهابات مثل الورم والتي تعرف باسم الأورام الحبيبية. وتكون الأورام الحبيبية مزمنة وتمثل عدم قدرة الجهاز المناعي على إزالة الكائن الحي تماما. وقد تظهر في أي مكان تقريبا في الجسم بما في ذلك في الهيكل العظمي. وتنتج الصمغات حالة التهابية مزمنة في الجسم مع تأثيرات الكتلة على التشريح الموضوعي. الخصائص الأخرى للزهري الثالثي غير المعالج تشمل: مرض المفصل الاعتلالي العصبي، وهو تنكس لأسطح المفصل الناجمة عن فقدان الإحساس والشعور بالوضع الدقيق (استقبال الحس العميق). وتشمل المظاهر الأكثر شدة الزهري العصبي والزهري القلبي الوعائي. وفي دراسة لمرض الزهري غير المعالج، 10 ٪ من المرضى ينشأ لديهم الزهري القلبي الوعائي، و 16 ٪ ينشأ لديهم تكوين الصمغات، و 7 ٪ ينشأ لديهم الزهري العصبي.
المضاعفات العصبية في هذه المرحلة يمكن أن تكون متنوعة. في بعض المرضى، تشمل المظاهر: الخزل العام للمجنون الذي يؤدي إلى تغيرات في الشخصية، وتغيرات في العاطفة الانفعالية، وإلى منعكسات مفرطة النشاط، وحدقة آرغيل - روبرتسن. وهذه الحدقة هي علامة تشخيصية عندما تكون الحدقات الصغيرة وغير المنتظمة تنقبض في الاستجابة إلى التركيز على العينين، ولكن ليس للضوء. التابس الظهري، والمعروف أيضا باسم الاختلاج الحركي، هو اضطراب في الحبل الشوكي، غالبا ما يؤدي إلى المشية المميزة : مشية جر القدمين (shuffling gait).انظر أدناه لمزيد من المعلومات حول الزهري العصبي.
تشمل المضاعفات القلبية الوعائية: التهاب الأبهر الزهري، وأم الدم الأبهرية، وأم الدم في جيب فالسالفا (أنظر مناورة فالسالفا)، وقلس الأبهري. ويصيب الزهري الأبهر الصاعد مما يسبب توسع الأبهري وقلس الأبهري. وهذا يمكن أن يسمع بسماعة الطبيب بوصفها نفخة قلبية. تقلص الغلالة الباطنة يؤدي إلى مظهر لحاء الشجر والذي يكون متجعدا. ويؤدي توسع الصمام الأبهري والقصور اللاحق له إلى القلس الانبساطي ويسبب تضخما جسيما للبطين الأيسر. وينمو القلب نموا كبيرا جدا (أكثر من 1000 غرام) مما يجعل القلب يوصف بأنه مثل قلب البقرة (cor bovinum). وهذا المساق يمكن أن يكون مخاتلا، ويكون فشل القلب هو العلامة المستعلنة (أول علامة) بعد سنوات من المرض. كما يمكن أن تحدث العدوى في الشرايين التاجية، مما يؤدي إلى تضييق الاوعية الدموية. ويمكن أن يسبب التهاب الأبهر الزهري علامة دي موسيه،  وهي رجة في الرئس كان دي موسيه أول من لاحظها في البغايا الباريسية. ويسبب المساق السريري لهذه التأثيرات القلبية الوعائية تعديا منصفيا وصعوبات ثانوية في التنفس (ضيق التنفس)، وصعوبة في البلع (عسر البلع)، والسعال المستديم بسبب الضغط على العصب الحنجري الراجع مما يثير منعكس السعال. ويمكن أن ينبع الألم من تآكل في الأضلاع أو الفقرات. وأيضا، يمكن للقلب البقري أن يؤدي إلى انسداد فوهات الشريان التاجي وإلى نقص التروية (الإقفار). ويمكن أن تتمزق أم الدم التي تطورت أثناء مساق المرض مما يؤدي إلى نزف جسيم داخل الصدر وإلى الموت المحتمل، وذلك على الرغم من أن السبب الأكثر احتمالا للوفاة هو الفشل القلبي الناجم عن قلس الأبهري.

### الزهري العصبي
يشير الزهري العصبي إلى مكان الإصابة قد اشتمل على الجهاز العصبي المركزي (CNS). وقد يحدث الزهري العصبي في أي مرحلة من مراحل مرض الزهري. وكان ذلك نموذجيا يظهر في 25 حوالي -35 ٪ من المرضى الذين يعانون من مرض الزهري، وذلك قبل ظهور المضادات الحيوية.
لكن حاليا، فإن الزهري العصبي يكون أكثر شيوعا لدى المرضى المصابين بعدوى فيروس نقص المناعة البشرية. وتتشابه تقارير الزهري العصبي في الأشخاص المصابين بفيروس نقص المناعة البشرية مع الحالات المبلغ عنها قبل جائحة فيروس نقص المناعة البشرية. وحتى الآن لم يتم التوصيف الجيد للنطاق المحدد ودلالة المشاركة العصبية في المرضى المصابين بفيروس الإيدز مع الزهري، والتي تظهر إما بالفحوصات المختبرية أو المعايير السريرية. وعلاوة على ذلك، فقد زاد من تعقيد هذا التوصيف تبدل كبت المناعة للمضيف عن طريق العلاج المضاد للفيروسات القهقرية في السنوات الأخيرة.
حوالي 35 ٪ إلى 40 ٪ من الأشخاص المصابين بالزهري الثانوي يكونون عديمي الأعراض الخاصة بمشاركة الجهاز العصبي المركزي (CNS)، كما يتبين ذلك من أي من العلامات التي تظهر في فحص السائل المخي النخاعي:
- شذوذ في عدد كريات الدم البيضاء، أو مستوى البروتين، أو مستوى الجلوكوز
- ظهور التفاعلية إلى اختبار الأجسام المضادة لمختبر بحوث الأمراض المنقولة جنسيا (VDRL)

هناك أربعة أنواع سريرية من الزهري العصبي :
- الزهري العصبي العديم الأعراض
- الزهري السحائي الوعائي
- الخزل العام [34]
- تابس الظهري

وقد قل كثيرا ظهور الأشكال المتأخرة من الزهري العصبي (تابس الظهري والخزل العام) منذ ظهور المضادات الحيوية. ويمكن القول إن المظاهر الأكثر شيوعا اليوم هي التهاب السحايا المصحوب بالأعراض أو عديم الأعراض. ويحدث التهاب السحايا الزهري الحاد عادة خلال السنة الأولى من العدوى، ويتم تشخيص حوالي 10 ٪ من الحالات في وقت الطفح الثانوي. ويستعلن المرض عند المرضى بـ : صداع، وتهيج السحايا، وشذوذ الأعصاب القحفية، وبخاصة العصب البصري، والعصب الوجهي، والعصب الدهليزي القوقعي. ونادرا ما تصيب على النخاع الشوكي بدلا من الدماغ، مما تسبب في ضعف العضلات البؤري أو فقدان الحس.
ويحدث الزهري السحائي الوعائي بضعة أشهر إلى 10 سنوات (7 سنوات في المتوسط) بعد الإصابة الأولية بالزهري. ويمكن أن يترافق الزهري السحائي الوعائي مع أعراض بادرية (prodromal symptoms) والتي تستمر من أسابيع إلى عدة أشهر قبل أن يتم التعرف على النقائص البؤرية. وتتضمن الأعراض البادرية نمل (اخدرار) وحيد الجانب، ومذل، وضعف الأطراف العلوية أو السفلية، وصداع، ودوار، وأرق، وتشوهات نفسية مثل التغيرات في الشخصية. وتكون النقائص البؤرية في البداية متقطعة أو تتقدم ببطء على مدى بضعة أيام. ومع ذلك، فإنه يمكن أيضا أن يستعلن المرض عن طريق الالتهاب الشرياني المعدي، والذي يسبب السكتة الدماغية الإقفارية، وهي نتيجة تكون أكثر شيوعا في المرضى الأصغر سنا. وقد يكون تصوير الأوعية قادرا على توضيح مناطق الضيق في الأوعية الدموية أو مناطق الانسداد الكلي.
ويعتبر الخزل العام، والذي يعرف باسم (الخزل العام للمجنون)، مظهرا من المظاهر الوخيمة للزهري العصبي. وهو خرف مزمن والذي يؤدي في نهاية المطاف إلى الوفاة في غضون ما بين سنتين إلى ثلاث سنوات. وعموما، فإن المرضى يكون لديهم تغيرات مترقية في الشخصية بالإضافة إلى فقدان الذاكرة، وضعف الحكم. والأكثر ندرة، يمكن أن يصابوا بالذهان، أو الاكتئاب، أو الهوس. وعادة ما يظهر تصوير المخ ضمورا فيه.

## الاختبارات التشخيصية

### أوائل القرن العشرين
في عام 1906، تم اكتشاف أول اختبار فعال لمرض الزهري وهو اختبار وازرمان. وعلى الرغم من أنه كان يظهر بعض النتائج الإيجابية الكاذبة، فإنه كان يمثل تقدما كبيرا في مجال الوقاية من مرض الزهري. فعن طريق السماح للاختبار قبل ظهور الأعراض الحادة للمرض، سمح هذا الاختبار للوقاية من انتقال مرض الزهري إلى الآخرين، على الرغم من أنه لم يقدم الشفاء للمصابين. وفي عام 1930 ظهر اختبار هينتون، والذي وضعه وليم أوغسطس هينتون، واستند إلى التندف، وقد تبين أنه يعطي نتائج إيجابية كاذبة أقل من اختبار وازرمان. كلا من هذين الاختبارين المبكرين قد حل محلهما أساليب تحليلية أحدث.

### الاختبارات التشخيصية الحديثة
لم يحدث أن تطورت اختبارات وعلاجات فعالة لمرض الزهري سوى في القرن العشرين. ويمكن تشخيص المرض اللولبي بدقة شديدة عن طريق الفحص المجهري للسوائل من الآفة الابتدائية أو الثانوية باستخدام الإضاءة بمجهر ذي ساحة مظلمة. وبسبب أن هناك لولبيات أخرى يمكن أن تشتبه بـاللولبية الشاحبة، فيجب توخي الحذر في التقييم مع الفحص المجهري للربط مع أعراض المرض الصحيح.

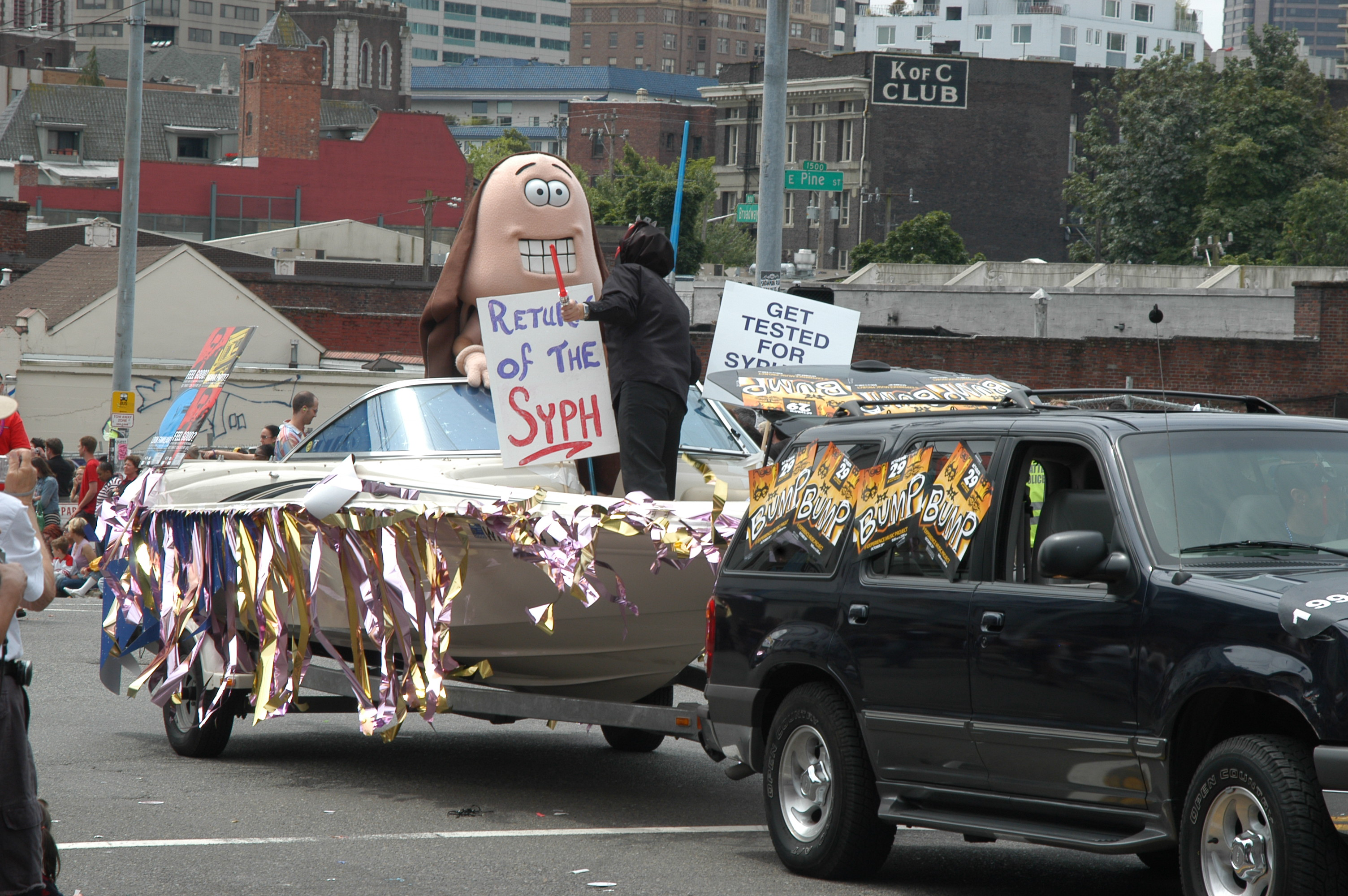
حرب النجوم تحت عنوان منصة العرض لتعزيز فحص الزهري في عرض عام 2005 في سياتل، واشنطن، الولايات المتحدة الأمريكية.

وتعد اختبارات التحري لمرض الزهري في الوقت الحاضر، مثل : اختبار الراجنة البلازمية السريع (RPR) واختبار مختبر بحوث الأمراض المنقولة جنسيا (VDRL) هي اختبارات رخيصة وسريعة ولكن ليست نوعية تماما، وحيث يكمن للعديد من الحالات الأخرى أن تؤدي إلى نتيجة إيجابية. وتستخدم هذه الاختبارات بصورة روتينية لتحري المتبرعين بالدم. وبصورة ملحوظة، فإن البكتيريا المسببة لمرض الزهري لا تنجو من الظروف المستخدمة لتخزين الدم، ولذا فإن عدد حالات مرض الزهري المنقولة عبر نقل الدم هو ضئيل جدا، ومع هذا، فإن هذا الاختبار يستخدم لتحديد المتبرعين الذين قد يكونون حاملين لفيروس نقص المناعة البشرية نظرا للمخاطر عالية للنشاط الجنسي. وقد قلت الحاجة لاختبار مرض الزهري بسبب التحسن الكبير في اختبار الكشف عن فيروس نقص المناعة البشرية. ويمكن أن تظهر نتائج إيجابية كاذبة في الاختبارات السريعة في الالتهابات الفيروسية مثل : (ابشتاين بار، أو التهاب الكبد، أو الحماق، أو الحصبة)، أو {4اللمفومة{/4}، أو السل، أو الملاريا، أو مرض شاجاس، أو التهاب الشغاف، أو مرض النسيج الضام، أو الحمل، أو تعاطي المخدرات عن طريق الحقن، أو التلوث. ونتيجة لذلك، فينبغي أن يتبع هذين الاختبارين دائما باختبارات لولبية أكثر نوعية. فالاختبارات المستندة إلى الأجسام المضادة أحادية النسيلة أوالتألق المناعي، بما في ذلك مقايسة التراص الدموي لبكتريا اللولبية الشاحبة (TPHA) وامتصاص الأجسام المضادة للبكتريا الولبية التألقية (FTA-ABS) هي أكثر تحديدا ولكته أكثر تكلفة. ولكن للأسف الشديد، لا تزال النتائج الايجابية الكاذبة تحدث في الالتهابات اللولبية ذات الصلة مثل : الداء العليقي والبنتا. وتستخدم الاختبارات المستندة على المقايسات الامتصاصية المناعية للإنزيم المرتبط أيضا لتأكيد نتائج اختبارات التحري البسيطة لمرض الزهري.
ويتم تشخيص الزهري العصبي من خلال الكشف عن أعداد كبيرة من الكريات البيضاء في السائل النخاعي أو ارتفاع غير عادي في تركيز البروتين في حالة عدوى الزهري. وبالإضافة إلى ذلك، فينبغي اختبار السائل النخاعي باستخدام اختبار مختبر بحوث الأمراض المنقولة جنسيا (VDRL) على الرغم من أن بعض المؤيدين يستخدمون اختبار امتصاص الأجسام المضادة للبكتريا الولبية التألقية (FTA-ABS) لتحسين الحساسية. وهناك أدلة سردية على أن وقوع الزهري العصبي أعلى في مرضى نقص المناعية البشرية المكتسبة، وبعضهم قد أوصى بأن جميع مرضى المصابين بفيروس نقص المناعة البشرية المكتسبة مع مرض الزهري ينبغي أن يجرى لهم بزل قطني للبحث عن الزهري العصبي عديم الأعراض.

### أمراض اللولبيات الأخرى
أمراض اللولبيات هي الأمراض التي تسببها أنواع من البكتيريا الملتوية اللولبية. فبالإضافة إلى الزهري، تشمل هذه المجموعة :
- الداء العليقي وهو مرض استوائي يتميز بعدوى تصيب الجلد والعظام والمفاصل، والذي يسببه البكتريا اللولبية الشاحبة النويع الفرعي : بيرتينيو pertenue.
- البنتا والذي يسببه البكتريا اللولبية الشاحبة النويع الفرعي : كاراتيوم carateum.
- البجل والذي يسببه البكتريا اللولبية الشاحبة النويع الفرعي : إنديميكام endemicum.

## العلاج

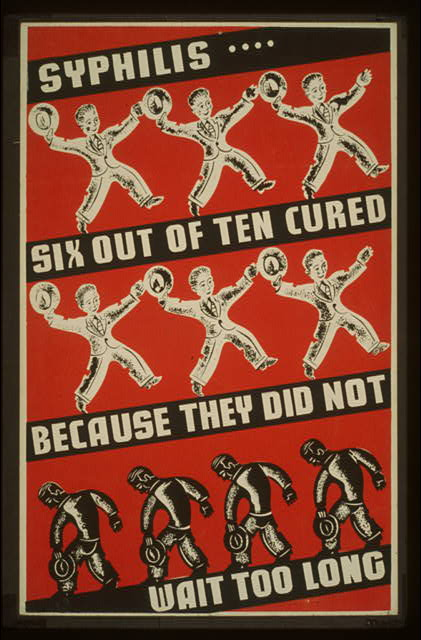
فترة الكساد في الولايات المتحدة ملصق يدافع عن العلاج المبكر لمرض الزهري

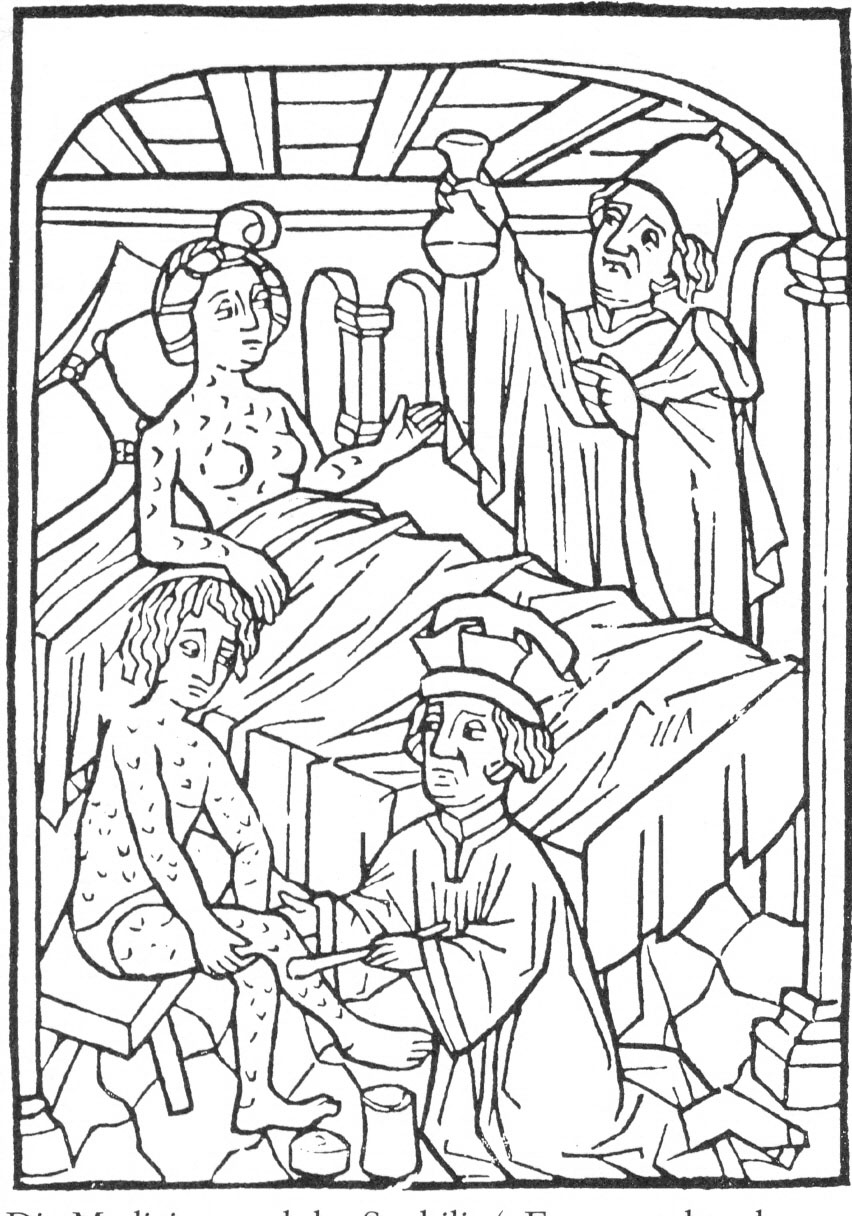
استعمال الزئبق.

### الوقاية
في حين أن الامتناع عن أي نشاط جنسي هو وسيلة فعالة جدا للمساعدة على منع مرض الزهري، تجدر الإشارة إلى أن بكتريا اللولبية الشاحبة تعبر بسهولة الغشاء المخاطي السليم وتقطع الجلد، بما في ذلك المناطق التي لا يغطيها العازل الذكري. الاستخدام الصحيح والمناسب للعازل الذكري اللاتكسي قد يكون فعالا لمكافحة انتشار مرض الزهري عن طريق الاتصال الجنسي، على الرغم من أن هذا لا يمكن ضمانه بسبب سهولة إصابة أعضاء الجسم غير التناسلية.
الأفراد المعرضون جنسيا لشخص مصاب بمرض الزهري الأولي أو الثانوي أو الخافي المبكر في غضون 90 يوما التي تسبق التشخيص يجب أن يفترض أنهم مصابون، ويتم علاجهم من مرض الزهري، حتى لو كانوا حاليا سلبيي المصل. أما إذا كان التعرض قبل أكثر من 90 يوما قبل التشخيص، فإنه يوصى بالعلاج الظني إذا لم يكن إجراء الاختبارات المصلية متاحا على الفور أو إذا كانت المتابعة غير مؤكدة. وقد يعتبر المرضى الذين يعانون من مرض الزهري لمدة غير معروفة ولديهم العيار المصلي غير اللولبي ≥ 1:32 مصابين بمرض الزهري في وقت مبكر لأغراض العلاج وإبلاغ شريك الحياة وكذلك العلاج الظني للشريك الجنسي.ويجب تقييم شركاء الجنس لمدد طويلة مع المرضى الذين يعانون من مرض الزهري المتأخر سريريا ومصليا ويعالجوا بشكل مناسب. وينبغي لجميع المرضى الذين يعانون من مرض الزهري الخضوع لاختبار فيروس نقص المناعة البشرية. وكذلك فإن تثقيف المرضى يعتبر من الأمور المهمة.

### تاريخ العلاجات
لم يكن هناك أصلا أي علاجات فعالة لمرض الزهري. وكتب الكاهن الإسباني فرانسيسكو دليكادو إيل مودو دي أدوبيرير إيل دي ليجنو إنديا (روما، 1525) حول استخدام الجواياكام في علاج مرض الزهري. وكان هو نفسه يعاني من مرض الزهري. وكان الزئبق علاجا آخر شائعا : حيث أدى استخدامه إلى القول بأن "ليلة واحدة في أحضان فينوس تؤدي إلى مدى الحياة على الزئبق".  أوكان هذا العلاج يعطى بطرق متعددة، بما في ذلك عن طريق الفم،  وعن طريق حكه على الجلد  وعن طريق الحقن. وكان الاستدخان واحدا من أكثر الأساليب الغريبة، والتي كان على المريض أن يوضع في صندوق مغلق وتكون رأسه بارزة للخارج. ويوضع الزئبق في الصندوق وتشعل النار أسفل الصندوق والتي تسبب تبخر الزئبق. لقد كانت عملية مرهقة للمريض وأقل الطرق فعالية في إيصال الزئبق إلى الجسم. وكان استخدام الزئبق هو أول علاج مبكر معروف اقترح لعلاج الزهري، والذي يعود تاريخه إلى القانون في الطب (1025) الذي ألفه الطبيب المسلم، ابن سينا (Avicenna).
ومع زيادة الفهم لطبيعة المرض بشكل أفضل، فقد تم العثور على علاجات أكثر فعالية. وكان أول مضاد حيوي يستخدم لعلاج المرض هو دواء السالفرسان المحتوي على الزرنيخ، والتي اكتشفت في عام 1908 من قبل ساهاشيرو هاتا بينما كان يعمل في المختبر الفائز بجائزة نوبل بول إرليخ. وقد تم تعديل هذا العلاج في وقت لاحق إلى نيوسالفرسان ولكن للأسف، هذه الأدوية ليست فعالة بنسبة 100 ٪، ولا سيما في حالات المرض المتأخر. وقد لوحظ أن بعض الذين يصابون بحمى شديدة يمكن علاجهم من مرض الزهري. وهكذا، فقد كانت تستخدم فترات قصيرة من الملاريا لعلاج مرض الزهري الثالثي حيث إنها تنتج حمى شديدة لفترات طويلة (كشكل من أشكال العلاج الحراري). وكان هذا يعتبر من المخاطر المقبولة لأن الملاريا يمكن أن تعالج في وقت لاحق باستخدام الكينين والتي كانت متاحة في ذلك الوقت. وقد دعم هذا الاكتشاف عن طريق يوليوس فاغنر ياورغ، والذي فاز في عام 1927 بجائزة نوبل للطب لعمله في هذا المجال. وكان استخدام (الملاريا) كعلاج لمرض الزهري يخصص عادة لحالات المرض المتأخر، وخاصة الزهري العصبي، ثم تليها إما (سالفرسان) أو (نيوسالفرسان) كعلاج مساعد.وهذه العلاجات في النهاية قد صارت متروكة وذلك باكتشاف البنسلين، وتصنيعه واسع الانتشار بعد الحرب العالمية الثانية، مما سمح لمرض الزهري ليعالج على نحو فعال وموثوق به.

### العلاج الحالي
لا يزال البنسلين هو الخيار الأول لمعالجة جميع مظاهر الزهري، في شكل البنسلين جي  وقد كان تأثير البنسلين على مرض الزهري معروفا على نطاق واسع قبل استخدام التجارب الإكلينيكية العشوائية ؛ ونتيجة لذلك، فإن العلاج بالبنسلين يعتمد إلى حد كبير على أساس سلسلة الحالات، ورأي الخبراء، وسنوات الخبرة السريرية. حقن بنسلين جي هي العلاج الوحيد ذات التأثير الموثق أثناء فترة الحمل. فجرعة واحدة من البنسلين تعتبر كافية للزهري المبكر.
ويمكن علاج الأفراد غير الحوامل والذين لديهم حساسية شديدة للبنسلين (على سبيل المثال، تأق) على نحو فعال باستخدام التتراسيكلين عن طريق الفم أو الدوكسيسيكلين على الرغم من أن البيانات لدعم هذه الطريقة محدودة. ويمكن اعتبار سيفترياكسون علاجا بديلا، على الرغم من أن الجرعة المثلى لم تتحدد بعد. ومع ذلك، فإن تفاعلات متصالبة في مرضى حساسية البنسلين مع السيفالوسبورين مثل سيفترياكسون هي ممكنة الحدوث. ويمكن اقتراح أزيثروميسين كبديل. ومع ذلك، فإن هناك تقارير عن فشل العلاج بسبب المقاومة في بعض المناطق. فإذا كان لا يمكن ضمان الامتثال والمتابعة من المريض، فإن مراكز مكافحة الأمراض توصي بإزالة التحسس للبنسلين ثم العلاج بالبنسلين. وينبغي أن يتم إزالة التحسس لجميع النساء الحوامل المصابات بالزهري والعلاج بالبنسلين. وتشمل المتابعة التقييم السريري في الأسبوع الأول والثاني تليها مرحلة التقييم السريري والمصلي في الشهور الثالث والسادس والتاسع والثاني عشر والرابع والعشرين بعد العلاج.
وقد استخدم أزيثروميسين لعلاج مرض الزهري في الماضي لأن لسهولة أخذه كجرعة واحدة فقط. ومع ذلك، ففي دراسة واحدة في سان فرانسيسكو، فإن معدلات المقاومة للأزيثروميسين في مرض الزهري، والتي كانت 0 ٪ في عام 2000، أصبحت 56 ٪ بحلول عام 2004.

#### الزهري الخافي المتأخر والعدوى مجهولة المدة
الزهري الخافي المتأخر هو الذي يعرف بأنه خفاء المرض (أو كمونه) لمدة تزيد عن سنة واحدة. فإذا كان فحص السائل النخاعي لا يوجد به أي دليل على الزهري العصبي، فإن استخدان البنسلين جي هو الموصى به في جرعات أسبوعية لمدة ثلاثة أسابيع. أما إذا كان المريض لديه حساسية ضد البنسلين، فإن التتراسيكلين أو الدوكسيسيكلين يمكن أن تستخدم أيضا لهذه المرحلة، ولكن لمدة 28 يوما بدلا من ال 14 العادية. وكما هو الحال من قبل، فإن البيانات لدعم استخدام التتراسيكلين وسيفترياكسون ما زالت محدودة.

#### علاج الزهري العصبي
يعتبر البنسلين المائي البلوري جي هو الدواء المختار للمرضى المصابين بالزهري العصبي بما في ذلك : الزهري السمعي أو البصري مع أو بدون نتائج ايجابية في السائل النخاعي. والنظام المقترح هو العلاج عن طريق الحقن في الوريد كل 4 ساعات أو بشكل مستمر لمدة 10-14 يوما. فإذا كان الحقن في الوريد ليس ممكنا، فإن البنسلين بروكايين يعتبر بديلا (يعطى في جرعة يومية مع بروبنيسيد لمدة أسبوعين). ومع أن حقن البروكايين ليست مؤلمة، لكن قد يكون صعبا ضمان امتثال المريض. لتقريب فترة مقرر علاج الـ 21 يوما لمرض الزهري الخافي المتأخر، وتحديد المخاوف بشأن اللولبيات المنقسمة ببطء، فإن معظم الخبراء الآن يوصون بجرعات أسبوعية من البنسلين بنزاسين جي بعد الانتهاء من مقرر الـ 14 يوما من البنسلين المائي البلوري أو البنسلين المائي البروكايين جي لعلاج الزهري العصبي. ولا يوجد مضادات حيوية بديلة عن طريق الفم ينصح بها لعلاج الزهري العصبي. والبديل الوحيد الذي تمت دراسته وتبين أنه فعال هو سيفترياكسون العضلي اليومي لمدة 14 يوما. خرف الزهري العصبي هو أيضا تشخيص لمرض نفسي حيث يستخدم فيه العديد من الأدوية المضادة للذهان اللانموذجية - مع نجاح محدود- للمساعدة في السيطرة على تصرفات المريض غير الرشيدة.
كما تستخدم في التصنيف التقليدي للاضطرابات العضوية في المخ. كما يسمى أيضا الزهري الدماغي.

#### تدابير بديلة
لم تدرس التدابير البديلة - مثل التتراسكلين - في المرضى المصابين بفيروس نقص المناعة البشرية، ويوصى بالمتابعة الدقيقة لهم. وتعتتبر التتراسيكلين من الأدوية الممنوعة أثناء فترة الحمل.
ويتعرض المرضى المصابون بفيروس نقص المناعة البشرية مع مرض الزهري المبكر إلى مخاطر أكبر من المضاعفات العصبية ولمعدل أعلى من فشل العلاج مع تدابير العلاج الموصى بها حاليًا. ومع ذلك، فإن حجم هذه المخاطر، وإن لم يكن محددًا بدقة، ربما كان صغيرا. ويوصى باختبارات الجلد أو إزالة التحسس في مرض الزهري الخافي والزهري العصبي في المرضى الآخرين المصابين بعدوى فيوس نقص المناعة البشرية.

### تفاعل ياريش هيكسهايمر
قبل إعطاء أي علاج، ينبغي للأطباء تحذير جميع المرضى حول احتمال وجود تفاعل ياريش هيكسهايمر، والذي غالبا ما يحدث في مرض الزهري الثانوي مع العلاج بالبنسلين، وربما يكون أكثر شيوعا لدى المرضى المصابين بفيروس نقص المناعة البشرية. ويتميز هذا التفاعل بوجود : حمى وتعب، وتردي عابر لأي أعراض في الأغشية المخاطية الجلدية، وعادة ما تهدأ في غضون 24 ساعة. ويمكن أن تخفف هذه الأعراض باستخدام أسيتامينوفين (باراسيتامول)، ويجب أن لا تظن خطأ أنها حساسية دوائية. وبالإضافة إلى ذلك، فينبغي للأطباء إبلاغ المرضى المصابين بفيروس نقص المناعة البشرية (الإيدز) - والذين أوصي لهم حاليا بتدابير قد تكون أقل فعالية بالنسبة لهم من المرضى الذين لا يعانون من فيروس نقص المناعة البشرية - أن المتابعة المصلية عن كثب تكون ضرورية.

### دراسة توسكيجي للزهري
تعد دراسة توسكيجي للزهري واحدة من أفضل دراسات الحالات الموثقة للتجارب الطبية البشرية غير الأخلاقية في الولايات المتحدة في القرن العشرين. وقد أجريت هذه الدراسة في مدينة توسكيجي، ولاية ألاباما، وكانت مدعومة من خدمات الصحة العامة في الولايات المتحدة (PHS) في شراكة مع معهد توسكيجي.
بدأت الدراسة في عام 1932، عندما كان الزهري يمثل مشكلة واسعة الانتشار، وخصوصا في المجتمعات الفقيرة، وعندما لم يكن هناك علاج فعال أو شفاء. جند باحثو هذه الدراسة مجموعة تتكون من 600 مزارع مستأجر زنجي من الذكور في منطقة ريفية في مدينة توسكيجي، ولاية ألاباما. من هؤلاء الـ 600، كان 399 من الرجال المصابون بهذا المرض في المرحلة الكامنة أو اللاعرضية. وحوالي مئتا رجل كانوا غير مصابين كمجموعة شاهدة. وكانت خدمات الصحة العامة (PHS) تعتزم دراسة تطور المرض وآثار العلاجات الحالية في المراحل المختلفة. وكانت العلاجات المتوفرة تحتوي على آثار جانبية حادة والتي كان الأطباء يتساءلون عما إذا كان العلاج الذي يقدم يعطي أفضل نتائج بالنسبة للمريض، أو ما إذا كان الرجل قد يكون أفضل بدون أي علاج. تعرض المرضى للتضليل حول تشخيص مرضهم، وحول بعض جوانب العلاج، مثل البزل القطني المؤلم للتقييم. وخلال أزمة الكساد الكبير، في الفصل الحكومي مع نقص في التمويل للخدمات بالنسبة للزنوج، تم تجنيد المرضى في مقابل الفحص الجسمي والرعاية الصحية المجانية من الأمراض البسيطة، والوجبات المجانية والنقل في يوم الفحوصات و 50 دولارا لصالح كل حالة وفاة. وصممت هذه الدراسة لقياس مدى التقدم في مرض الزهري غير المعالج. كما كانت أيضا لتحديد ما إذا كان مرض الزهري يسبب أضرارا قلبية وعائية أكثر من الأضرار العصبية، حيث إن المرض غير المعالج يؤدي إلى آثار في العديد من أجهزة الجسم. وقد أمل الباحثون في تحديد ما إذا كان المساق الطبيعي لهذا المرض مختلفا لدى الرجال الزنوج في مقابل الرجال البيض ؛ فتاريخيا، تراكم لدى الباحثين المزيد من المعلومات حول هذا المرض في الرجال البيض.
وبحلول عام 1947، تمت المصادقة رسميًا على البنسلين بوصفه علاجا فعالا لمرض الزهري، وأصبح يستخدم على نطاق واسع من قبل الأطباء ومراكز الصحة العامة لعلاج هذا المرض. وواصل مديرو دراسة خدمات الصحة العامة (PHS) هذه الدراسة، مع رفضهم علاج المرضى بالبنسلين، ومع تثبيطهم بنشاط من تناول البنسلين الذي يعطى من مصادر أخرى. وقد أصبح البنسلين بحلول عام 1947 هو العلاج المعياري لمرض الزهري. ولم يشر إلى هؤلاء الرجال أبدا أنهم مصابون بمرض الزهري، كما لم يقدم لهم العلاج بما في ذلك سالفرسان أو غيرها من الأدوية الزرنيخية التي كانت قيد الاستخدام في بداية الدراسة.
الدراسة الأصلية كان من المفترض أن تدرس المرضى في المراحل المختلفة، مع العلاج بعد ستة إلى تسعة أشهر. ولكنها واصلت متابعة المرضى الأصليين وأسرهم لمدة 40 عاما. انتهت الدراسة في عام 1972، بعد هذا الوقت الطويل الذي أصيب فيه بالعدوى حوالي 40 زوجة و 19 طفلا، وتوفي كثير من الرجال بسبب مرض الزهري. وخلال هذه الدراسة، فإن 28 رجلا توفي مباشرة من مرض الزهري، و 100 من المضاعفات الأخرى. انتهت الدراسة لأن عالم خدمات الصحة العامة سرب معلومات عن ذلك إلى صحيفة واشنطن ستار.
الناجون وأسر المرضى أقاموا دعوات قضائية ضد الحكومة الفيدرالية لهذه الدراسة. هذه الدعوى، قد تمت تسويتها خارج المحكمة، وتم منح الأشخاص الأحياء وأحفادهم مبلغا من المال مجموعه عشرة ملايين دولار. وبعد منح هذه التسوية، أصدرت الحكومة القانون القومي للبحوث، الأمر الذي تطلب من الحكومة استعراض واعتماد جميع الدراسات الطبية التي تجرى على البشر.

## مرض الزهري في الفن والأدب

### الفن
قام الفنان كيس فان دونغن بإنتاج سلسلة من الرسوم التوضيحية لمنشورات اللاسلطوية لو أشيتيه أو بوريه L'Assiette au Beurre يبين سقوط عاهرة شابة من الفقر إلى وفاتها من مرض الزهري على أنه انتقاد للنظام الاجتماعي في نهاية القرن التاسع عشر.
وقام الفنان جان فان دير ستريت، والمعروف أيضا باسم يوهانس سترادانوس أو ببساطة سترادانوس، برسم منظر لرجل ثري يتلقى علاجا لمرض الزهري من الأخشاب الاستوائية جواياكام في وقت ما حول عام 1580. وكان عنوان هذا العمل هو «إعداد واستخدام الجواياكو لعلاج الزهري». واختار هذا الفنان أن يدرج هذه الصورة في سلسلة من الأعمال يحتفل فيها بالعالم الجديد ليشير إلى مدى أهمية وجود «علاج» (حتى ولو كان غير فعال) لمرض الزهري كان الذي أصيب به النخبة الأوروبية في ذلك الوقت. وتصور الأعمال الغنية بالألوان والتفصيلية أربعة موظفين يعدون طبخة دوائية في حين ينظر إليهم الطبيب، ويخفي شيئا وراء ظهره بينما يشرب المريض التعساء.
ورسم النرويجي إدفارت مونك صورة «خطايا الأب»، تقدم صورة لامرأة مرعوبة مع طفلها، ومغطاة بالطفح الجلدي، ومشوهة الوجه، ومضطجعة على قطعة من القماش إلى ركبتيها. وكان هذا لتصوير الزهري الخلقي، الشائع في ذلك الوقت.

### الأدب القديم والكلاسيكي
أظهر ديليكادو آثار مرض الزهري في صورته صورة لوزانا : المرأة الأندلسية الشهوانية (1528).
وهناك إشارات إلى مرض الزهري في مسرحية وليام شكسبير الصاع بالصاع، لا سيما في عدد من المقاطع المبكرة التي يتحدث فيها الشخصية لوسيو. فعلى سبيل المثال، يقول لوسيو «[...]العظام خاصتك جوفاء»، وهذه إشارة إلى هشاشة العظام التي يولدها استخدام الزئبق الذي كان آنذاك يستخدم على نطاق واسع لعلاج مرض الزهري.
وفي مسرحية شكسبير عطيل المهرج في بداية الفصل الثالث يجعل من باب الدعابة لكاسيو، الذي يقود الفرقة الموسيقية لعطيل، بسؤاله عما إذا كان قد وصل لتوه من نابولي وويلعب بأنف كاسيو. (يشير إلى سمعة نابولي التي من المرجح أنتكون مكانا لعدوى الزهري، والذي يتسبب في تآكل جسر الأنف.)
وقد اقترح أن الشخصية الرئيسية في القصة القصيرة لإدغار آلان بو والتي بعنوان «كشف أسرار القلب» قد تكون مصابة بالزهري العصبي، نظرا إلى الوساوس الغريبة والجنون الواضح.
وفي رواية فرانسيسكو دي كيفيدو البيكاريسكية المخادع هناك إشارة محتملة إلى المرض حول أنف أحد شخصيات الرواية، والتي يصف حجمها وموقعها ما بين روما وفرنسا والمعنى كلا من «بين روما وفرنسا» و«بين الأنف المليء والمتآكل من المرض الفرنسي».
أشعار جوناثان سويفت تذكر مرض الزهري كحالة للبغاء الذي يصل إلى أعلى المراتب في المجتمع. وانظر، على سبيل المثال، «وهناك حورية شابة جميلة تذهب إلى السرير» و«تقدم الجمال».

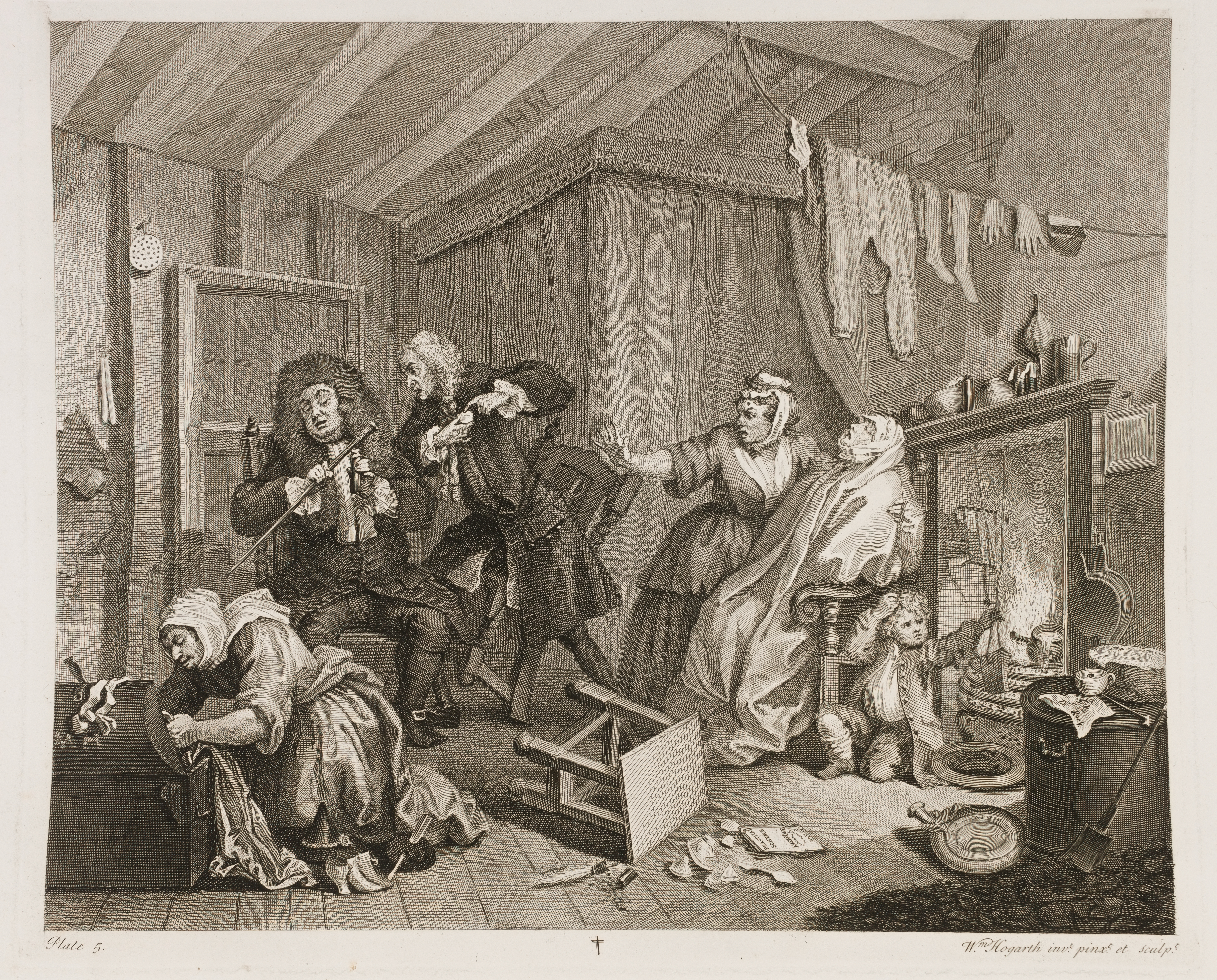
مومس يموت من مرض الزهري هوغارث في تقدم العاهرة

وأعمال وليام هوغارث كثيرا ما يكون موضوعها حول الإصابة بمرض الزهري. وهناك مثالان هما تقدم العاهرة والزواج على الموضة. في كلا العملين، فقد استخدم الإشارة إلى خلاعة الأخلاقية للمصابين.
وتجادل بعض النقاد حول أن شخصية الزوجة الأولى لإدوارد روتشستر، بيرثا، في رواية شارلوت برونتي بعنوان جين أير، كانت تعاني من مراحل متقدمة من الإصابة بالزهري، والخزل العامة للمجنون، وتشير إلى أدلة مؤيدة داخل النص لإثبات هذا الرؤية.
رواية كانديد تأليف فولتير تصف مستشار كانديد ومعلمه، بانجلوس، والذي أصيب بمرض الزهري بعد أن نام مع خادمته، وقد أتلف مرض الزهري جسمه وشوهه. وكان بانجلوس يوضح لكانديد ان مرض الزهري هو 'ضرورة في أفضل العوالم' لأن خط العدوى - الذي يوضحه—يعود إلى كريستوفر كولومبس. فإذا لم يبحر كولومبوس إلى أميركا وأحضر معه مرض الزهري، فيوضح بانجلوس، فإن الأوروبيين لم يكونوا قادرين على التمتع بـ'عجائب العالم الجديد' مثل الشوكولاته. وكانت أحد مقاصد الرواية هي هجاء فلسفة ليبنيز من خلال وجهة نظر بانجلوس المخادعة والمغطاة بالورود. وفقد بانجلوس في نهاية المطاف إحدى عينيه وأذنه من مرض الزهري قبل أن يشفى.
وأيضا، رواية تشارلز ديكنز بعنوان قصة مدينتين، صنعت الإشارات في هذه القصة لتلمح إلى أن الشخصية الرئيسية، سيدني كرتون كانت مصابة بمرض الزهري.
وفي الرواية الفيكتورية المتأخرة لـسارة غراند بعنوان 'التوائم السماوية'، فإن واحدة من الشخصيات النسائية الرئيسة وهي، إديث بيل، أصيبت بمرض الزهري عن طريق زوجها ومن ثم مررته إلى طفلها. وقد شوه وجه إديث الجميل هذا المرض، في حين أنها كانت تنحدر نحو الجنون والموت في نهاية المطاف. وقد استخدمت سارة جراند هذه الشخصية لإظهار أهمية التثقيف الجنسي للنساء، حتى يستطعن أن يحمين أنفسهن من الزواج من الرجال الذين أصيبوا بهذا المرض عن طريق بطولاتهم الجنسية الخاصة.
وفي رواية إيكا دي كيروز التي كتبها في عام 1870، بعنوان 'سر طريق سنترا'، فإن بعض الشخصيات كانت مصابة بمرض الزهري، ولعبت دورا هاما في الحبكة الدراكية لأحد الأفلام الحديثة المعدلة.
في قصيدة وليام بليك سنة 1794 بعنوان، لندن، قإنه ألمح إلى مرض الزهري بأنه «لعنة العاهرة الشابة،» وكتب أنها«[ب] يستمر مع دموع المولود الرضيع، / ويصيب بالوباء نعش الزواج».
وفي مسرحية هنريك إبسن القديمة المثيرة للجدل بعنوان الأشباح تحتوي على شاب يعاني من مرض غامض. وعلى الرغم من انه لم يسمه أبدا، إلا أن أحداث المسرحية تجعل من السهل التعرف على أن هذا هو مرض الزهري، والذي ورثه من والده الفاسق. ومع ذلك، فإن والدة هذا الشاب لا تزال غير متأثرة - وهذا لأنه من الممكن للمرأة أن تحمل مرض الزهري وتنقله إلى طفلها داخل الرحم دون أن تظهر أية أعراض ظاهرة. وشخصية الدكتور رانك في مسرحية إبسن بعنوان بيت الدمية أيضا ورثت مرض الزهري.

### الأدب الحديث
- مذكرات آيزاك دينسين بعنوان الخروج من أفريقيا دونت أنها أصيبت بمرض الزهري عن طريق زوجها برور فون بليكسن-فينيك.
- طلاب طب أمريكيون لم يذكروا أسماءهم قاموا بوصف مرض الزهري في سلسلة من القصائد الفكاهية الأمريكية في أوائل القرن العشرين، وذلك باستخدام المصطلحات الطبية في مجلة الرابطة الطبية الاميركية عدد يناير 1942.[52]
- توماس دتش في روايته معسكرات الاعتقال يصف سلالة خيالية من مرض الزهري والتي تعزز الذكاء ولكنها قاتلة.
- في رواية توماس مان بعنوان دكتور فاوست، اكتسبت شخصية فاوست، ادريان ليفيركون، عبقريتها في التأليف الموسيقي من الآثار العصبية لمرض الزهري.
- في رواية ديك فرانسيس بعنوان، بونكراك، فإن شخصية إنسو ريفيرا كانت تعاني من هوس العظمة الناجمة عن مرض الزهري.
- ثلاثية نيل ستيفنسن ثلاثية دورة الزخرفة تحتوي على شخصيات متعددة ونماذج تاريخية من الذين كان لديهم مرض الزهري.
- في رواية ليونارد كوهين الثانية بعنوان الخاسرون الجملاء، الشخصية إف. وصفت بأنها في المراحل النهائية لمرض الزهري.
- في رواية كريستينا غارسيا بعنوان الحلم في كوبا، فإن فيليسيا أصيبت بمرض الزهري من زوجها الخائن.
- في رواية كين فوليت ثروة خطيرة، يصاب الغني إدوارد بيلاستر بمرض الزهري عن طريق معاشرة العاهرات.
- في رواية ديانا جابالدون بعنوان اللورد جون والمهمة خاصة، فإن إحدى خطي الحبكة الدرامية تمحورت حول ما إذا كانت الشخصية الثانوية، جوزيف تريفيليان، كانت مصابة بمرض الزهري أم لا.

### السينما والتلفزيون والمسرح
لأنه كان لفترة طويلة غير قابل للشفاء، فإن مرض الزهري قد تم استخدامه كأداة للحبكة الدرامسة في العديد من الأفلام والمسلسلات التلفزيونية، والمسرحيات. القليل، مثل فيلم الأخوة وارنر بعنوان الرصاصة السحرية لدكتور إيرليخ سنة (1940)، يركز على تاريخ هذا المرض. وكان معظم المنتجين يشركون شخصيات تعاني في وقت من المراحل المتأخرة لمرض الزهري، وذلك لسببين : الأول، بسبب أن تلف الأعصاب يوفر عذرا للتصرفات الغريبة، والثاني، لأن هذا المرض جاء ليرمز إلى الشرور التي قد تكون خفية، أو المشاكل مع الوراثة العائلية (التي يمكن أن تنطبق أيضا على العيوب في شخصية أو العيوب الجينية.) وفي السنوات الأخيرة، فإن مرض الزهري قد ذكر في مسلسلات تشريح غراي وهاوس إم دي ، والقانون والنظام: الوحدة الخاصة للضحايا، وبافي قاتلة مصاصي الدماء، والملاك، وغيرها من المسلسلات التلفزيونية. بعض الصور البارزة الجديرة بالذكر تشمل :
- مسرحية أولاد السيدة إيفرز (1992) التي كتبها الدكتور ديفيد فيلدشوه على أساس العقود الطويلة لدراسة توسكيجي لمرض الزهري. وقد عدلت هذه المسرحية لاحقا في عام 1997 للفيلم التليفزيوني لتليفزيون هوم بوكس أوفيس. ورشح هذا الفيلم لإحدى عشر جائزة إيمي وفاز في أربع فئات، بما في ذلك الصنع الرائع للفيلم التلفزيوني.
- في فيلم المخرج الياباني أكيرا كوروساوا بعنوان المبارزة الهادئة في عام (1949)، لعب توشيرو ميفوني دور طبيب أصيب بمرض الزهري بعد قطع إصبعه بمشرط بينما كان يجري عملية جراحية لجندي مصاب.
- في الفيلم الإسباني ألاتريست، كانت الشخصية الرئيسية تجد حب حياتها، الممثلة ماريا دي كاسترو، تموت في مستشفى المصابين بمرض الزهري. وأشارت ضمنا إلى أنها أصيبت بالمرض من علاقة غرامية مع فيليب الرابع ملك إسبانيا.
- في نسخة مسرح الروائع للروائي برام ستوكر دراكولا، آرثر هولموود، والذي كان والده قد مات من جنون الزهري، استعان بخدمات الكونت دراكولا آملا في علاج مرضه الزهري الخلقي.
- في فيلم الخليع، عام 2004 مع جوني ديب، كانت الشخصية الرئيسية جون ويلموت، الإيرل الثاني لروتشستر، قد صورت على أنها ماتت من مرض الزهري.

## صور متعلقة بالموضوع

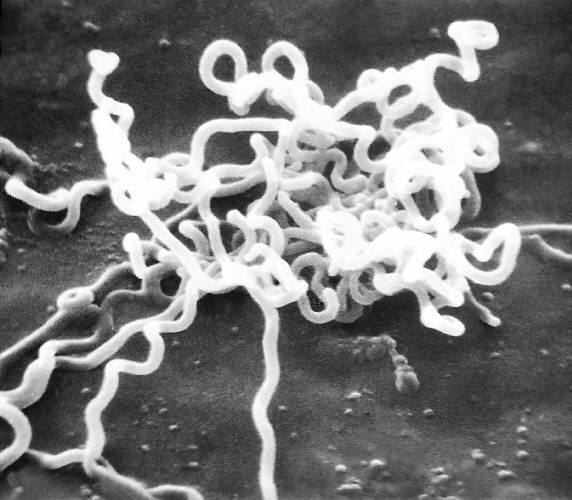
صورة مجهرية إلكترونية من البكتريا اللولبية الشاحبة
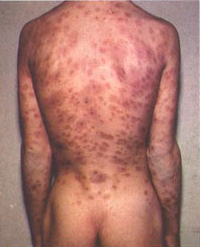
آفات الزهري على ظهر المريض
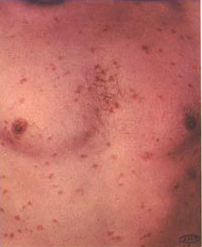
آفات الزهري على صدر المريض
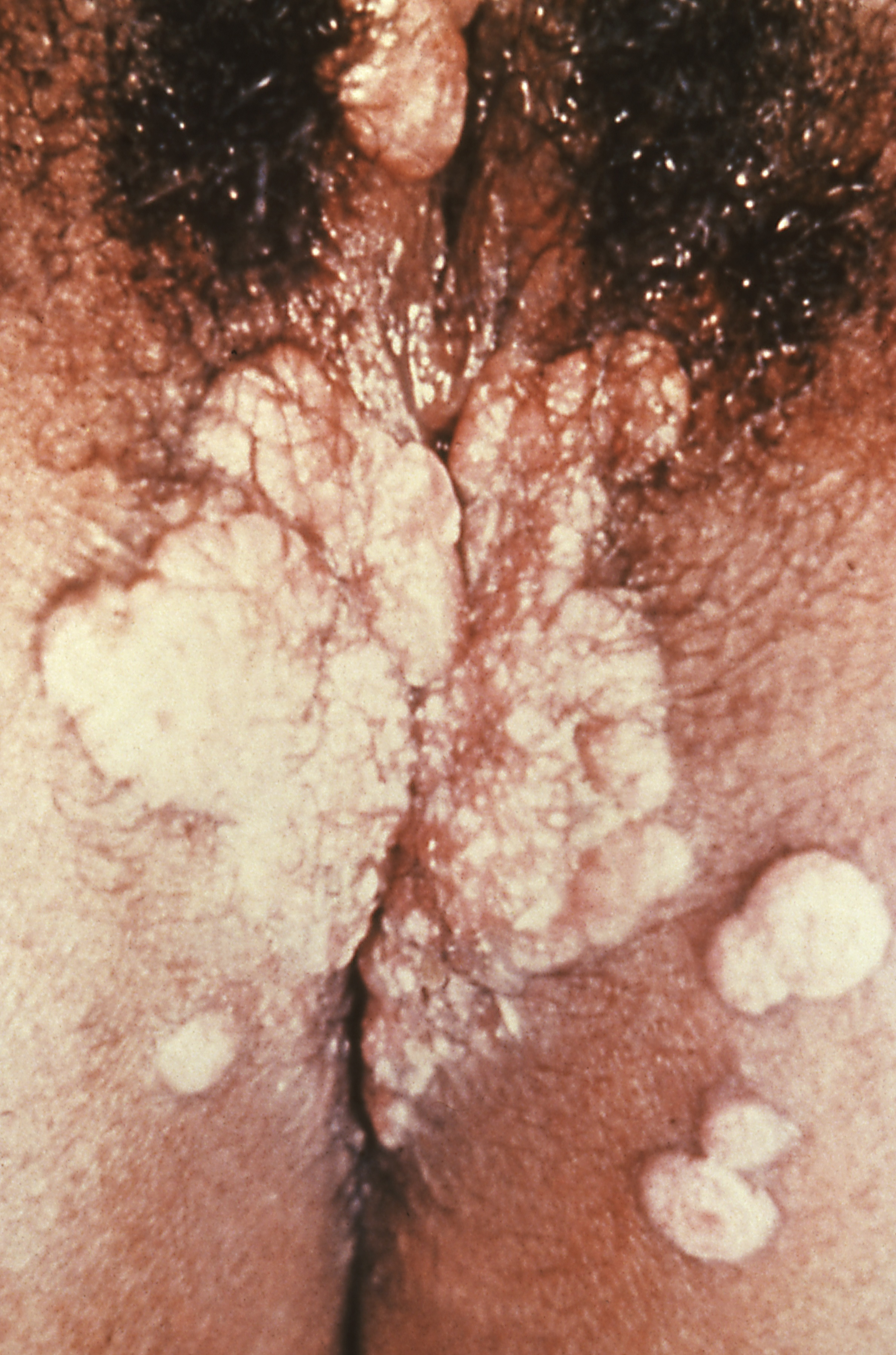
الزهري الثانوي تظهر آفات لأورام لقمية في العجان، والذي يظهر كحطاطات رمادية مرتفعة والتي تظهر في بعض الأحيان على الفرج أو بالقرب من فتحة الشرج، أو في أي منطقة أخرى مذحية.
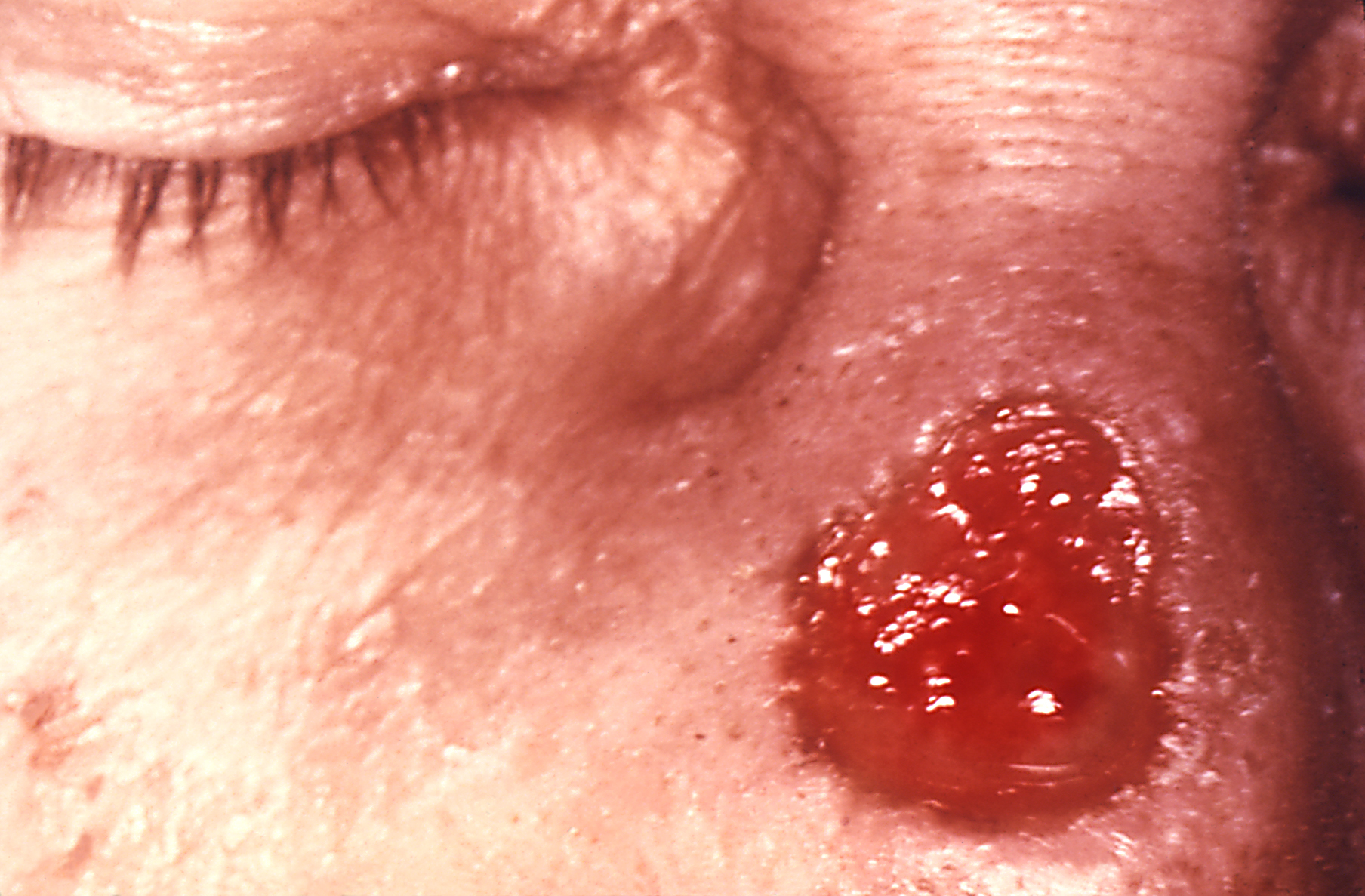
صمغة الأنف بسبب الإصابة بمرض الزهري الثالثي لفترة طويلة

## وصلات خارجية
- «الجنس والخطيئة، والعلوم : تاريخ مرض الزهري في الولايات المتحدة» جون باراسكاندولا
- «حقائق مرض الزهري» من مركز السيطرة على الأمراض
- فصل قاعدة المعلومات لفيروس نقص المناعة البشرية إينست في جامعة كاليفورنيا، سان فرانسيسكو : الزهري، وفيروس نقص المناعة البشرية
- «قاعدة ذهبية جديدة لمرض الزهري؟» ملصق للأكاديمية الأوروبية للأمراض الجلدية والتناسليه 2004 ندوة الربيع
- كيبكيبرز، بائعو بوكس آند جليت : التاريخ السريع لمرض الزهري
- أسرار الميت (برنامج تلفزيوني): لغز مرض الزهري
- الزهري والإيدز : دروس من التاريخ
- علاج الخرف الشللي بواسطة تلقيح الملاريا (محاضرة جائزة نوبل، 13 ديسمبر، 1927)
- دراسة جديدة تلقي باللوم على كولومبوس لانتشار مرض الزهري  نسخة محفوظة 17 مارس 2009 على موقع واي باك مشين.رويترز 15 يناير 2008
- أصول مرض الزهري إن واي تايمز 29 أبريل 2008.